# Batalla de Santomé
La batalla de Santomé fue una de las batallas libradas por el pueblo dominicano contra las invasiones haitianas, luego de que las autoridades haitianas se dieran cuenta que los dominicanos habían proclamado su independencia de Haití. La batalla tuvo lugar el 22 de diciembre de 1855, en la sabana de Santomé, en la hoy Provincia de San Juan, República Dominicana.

## Historia
La batalla se efectuó el 22 de diciembre de 1855, en la Sabana de Santomé en San Juan de la Maguana, entre el ejército invasor haitiano comandado por el Emperador Faustin Soulouque y el ejército dominicano al mando del general José María Cabral.
El emperador Soulouque invadió el territorio dominicano con más de 12.000 hombres armados, con la finalidad de volver a someter el territorio de la República Dominicana bajo su yugo y desconocer su independencia. Una parte de los invasores haitianos entraron por Neiba, otros por los lados del municipio de Enriquillo, Barahona. Las tropas haitianas eran comandadas por el general Antoine Pierrot, a quien el emperador Soulouque había investido con el título noble de Duque de Tiburón.
Por otra parte, las tropas dominicanas estaban comandadas por el general José María Cabral. El ejército se había dividido de la siguiente manera: por el ala derecha se extendía por Hato del Padre, el ala izquierda por Chalona y el centro se extendía por Arroyo Loro. El ejército dominicano estaba compuesto por 4.500 hombres.

Integraban el ejército de San Juan los regimientos Ozama y Azua, con dos batallones de Las Matas, San Juan, San Cristóbal e Higüey, compuestas muchas compañías por tropas de San José de Ocoa, Monte Plata, Bayaguana, Boyá y Los Llanos. La caballería estaba formada por soldados de casi todos esos lugares y de Santo Domingo. (Serie 012, 2004-2006)

En esta batalla sobresalieron por las tropas dominicanas el general José María Cabral, el coronel Eusebio Puello, el general Juan Contreras, el general Modesto Díaz, el general Benardino Pérez, el coronel José Leger, el general José María Pérez Contreras, Blas Maldonado, Sandoval, el general Santiago Suero, el general Aniceto Ramírez, el sargento Juan Vélez y Juan Ciriaco Fofá.
Tras varios días de combate y con posibilidades de que las tropas haitianas salieran victoriosas de esa contienda, los resultados fueron otros, ya que una vez más los dominicanos pudieron ganarles a los haitianos, dejando sellada la naciente República Dominicana y truncando los sueños del emperador haitiano Souloque.